# Riccardo Milani
Riccardo Milani (Roma, 15 de abril de 1958) es un director de cine y guionista italiano.

## Biografía
Nacido en Roma, Milani comenzó su carrera en 1985, como asistente de dirección de Mario Monicelli en la película Esperemos que sea una niña.
Después de haber sido asistente de Nanni Moretti, Florestano Vancini y Daniele Luchetti, en 1994 debutó en el cine con la comedia dramática Auguri professore. En 2001 debutó en televisión dirigiendo la miniserie Il sequestro Soffiantini. Está casado con la actriz Paola Cortellesi.

## Filmografía

### Películas
- Auguri professore (1997)
- The Anto War (1999)
- The Soul's Place (2003)
- Piano, solo (2007)
- Welcome Mr. President (2013)
- Do You See Me? (2014)
- Mom or Dad? (2017)
- Like a Cat on a Highway (2017)
- Don't Stop Me Now (2019)
- Like a Cat on a Highway 2 (2021)
- Corro da te (2022)
- Thank You Guys (2023)

### Televisión
- Tutti pazzi per amore (TV, 2008-2010)
- Atelier Fontana - Le sorelle della moda (TV, 2011)